# Marion Wagschal
Marion Wagschal, née en 1943 à Port-d'Espagne, Trinité-et-Tobago, est une artiste peintre ainsi qu'une professeure de peinture et de dessin.

## Biographie
Elle s'installe au Canada en 1951, où elle obtient un baccalauréat puis en maîtrise à l'université Concordia. Par la suite, elle enseigne durant 37 ans à la Faculté des beaux-arts de la même université. Elle développe également un séminaire-atelier appelé Women and Painting.
Tout au long de sa carrière, elle crée des œuvres figuratives expressionnistes empreintes d'un réalisme provocant et cru, elle puise son inspiration dans différentes œuvres issues du Moyen Âge jusqu'à l'époque contemporaine. C'est en modernisant la tradition picturale d'artistes tels que Corot, Delacroix, Géricault, Goya et Manet qu'elle réussit à se tailler une place dans un univers foncièrement masculin,.
« J’aime l’idée de juxtaposer, à n’importe quels genres ou styles historiques, quelque chose qui n’y appartient pas – un irritant. J’ai entamé certaines de ces œuvres non figuratives pour libérer le dessin et le processus décisionnel de trop de points de repère explicites. Certains thèmes en ont émergé, reliés à l'environnement, l'identité et l'expérience personnelle. »
Elle fait l'objet d'une première rétrospective au Musée des beaux-arts de Montréal durant l'été 2015,,,.

## Musées et collections publiques
- Art Gallery of Nova Scotia
- Carleton University Art Gallery
- Confederation Centre Art Gallery & Museum
- Galerie Leonard & Bina Ellen, Université Concordia
- Musée d'art contemporain de Montréal
- Musée d'art de Joliette[12],[13]
- Musée des beaux-arts de Montréal
- Musée national des beaux-arts du Québec[14]
- Museum London
- The Robert McLaughlin Gallery